# Муршидабад
Муршидабад (англ. Murshidabad) — город в индийском штате Западная Бенгалия, в округе Муршидабад. Средняя высота над уровнем моря — 11 метров. По данным всеиндийской переписи 2001 года, в городе проживало 36 894 человека, из которых мужчины составляли 51 %, женщины — соответственно 49 %. Уровень грамотности взрослого населения составлял 66 % (при общеиндийском показателе 59,5 %). Уровень грамотности среди мужчин составлял 71 %, среди женщин — 61 %. 12 % населения было моложе 6 лет.

## Галерея

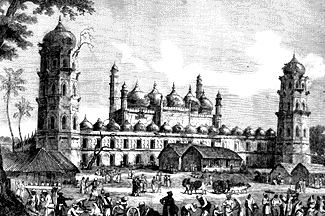
В начале XIX века вид на Муршидабад, столицу бывших навабов Бенгалии
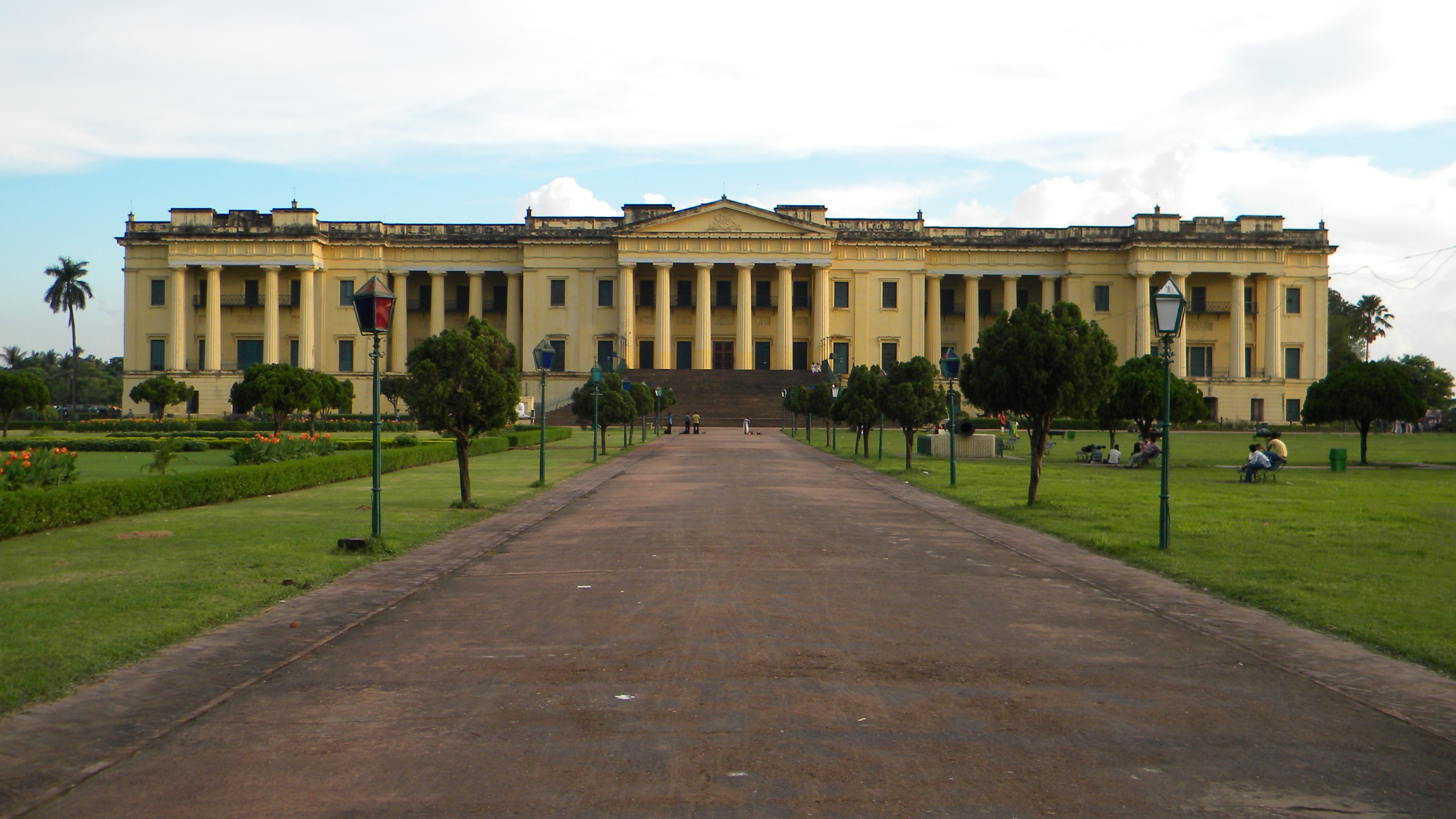
Вид спереди Хазардуарского дворца
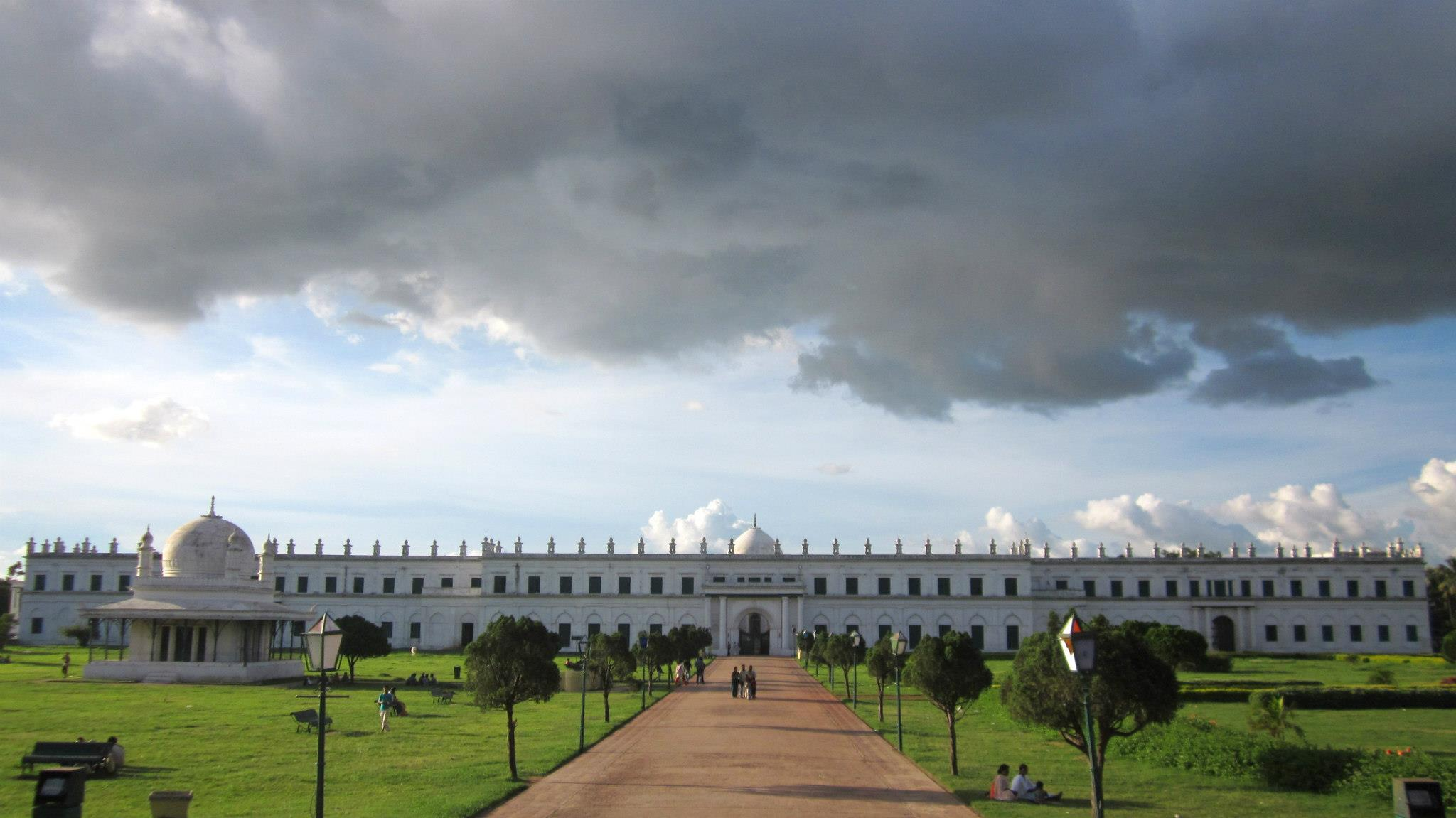
Низамат Имамбара
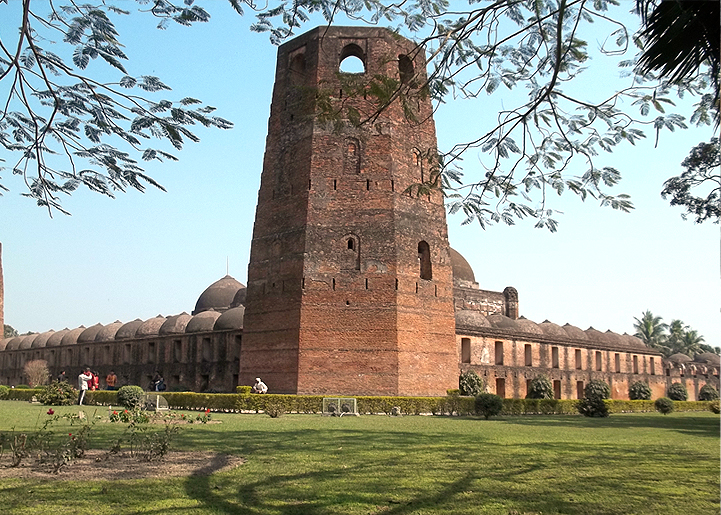
Мечеть Катра в Муршидабаде
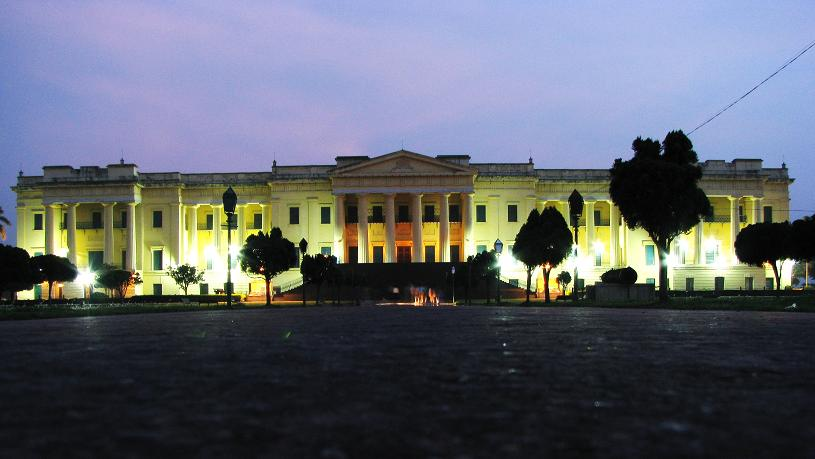